# Феофанов, Алексей Григорьевич
Алексе́й Григо́рьевич Феофа́нов (6 февраля 1933, Пермь — 13 декабря 2008, Санкт-Петербург) — российский актёр. Заслуженный артист РСФСР (1990).

## Биография
Родился в Перми в семье студентов-врачей русской Анны Алексеевны Феофановой и немца Григория Ивановича Вальтера, заканчивавших в то время обучение в только что организованном Пермском медицинском институте. В марте 1933 года мать с новорожденным возвращается на родину, в Уфу, где семья Феофановых жила с конца XIX века, переехав (согласно метрическим свидетельствам) из села Александровское Симбирской губернии Сызранского уезда Новоспасской волости. В этом же году фактический брак родителей распался, они расстались. Детство и юность провел в Уфе. В это же время началось серьёзное увлечение фотографией (в архиве артиста хранятся альбомы с фотографиями старой Уфы) и театром.
В 1950 году приехал в Ленинград и с первого раза поступил в Ленинградский театральный институт имени А. Н. Островского на курс Евгении Константиновны Лепковской, позже основными педагогами этого курса стали артист театра В. Э. Мейерхольда Иван Яковлевич Савельев и режиссёр Леонид Федорович Макарьев. На вступительных экзаменах юношу заметил знаменитый в начале XX столетия артист Петербургского Малого театра (им. А. С. Суворина, Бывшего театра Литературно-Артистического общества), исполнитель собственных рассказов (впоследствии профессор, проректор Ленинградского театрального института) [www.kino-teatr.ru/kino/acter/m/sov/3956/bio/Владимир Владимирович Сладкопевцев]. Слушателями и поклонниками таланта Сладкопевцева, как рассказчика (отличительной чертой которого была элегантная простота и тонкое чувство юмора) были К. С. Станиславский, М. Г. Савина, К. А. Варламов, а среди учеников Михаил Чехов, Василий Топорков. Тогда Сладкопевцев публично отметил, что исполнительская манера абитуриента очень напомнила ему его собственную и для последнего вступительного тура дал юноше свой собственный рассказ «Шурочка». Именно встреча со Сладкопевцевым, с первых дней учёбы заметившего особенности артистического дарования Феофанова, позже укрепит молодого артиста в выборе творческого пути. Именно Алексею Феофанову В. В. Сладкопевцев доверит хранение и исполнение своих неопубликованных рассказов, каждый из которых, восходя к традициям А. Аверченко и Теффи, являлся образцом сценической миниатюры и существовал до последнего дня лишь в сценической интерпретации А. Г. Феофанова.
В 1955 г. по 1959 г. А. Г. Феофанов становится ведущим артистом Русского Республиканского Драматического театра Чувашской АССР в Чебоксарах, где главный режиссёром был Виктор Романов. Исполнил более 25 драматических и острохарактерных ролей, среди которых: Олег («В поисках радости» В. Розова), Шут («Иван Грозный» А. К. Толстого), Женька Ксидиас («Интервенция» Л. Славина), Сенечка Перчаткин («Чужой ребенок» В. Шкваркина), Федор («Барабанщица» А. Салынского).
Первые роли раскрыли драматический дар Феофанова: его страстный сценический темперамент, умение гротескно заострить сценический образ, его вдумчивую тягу к психологической детали. Но эти годы работы на сцене резко обрисовали и репертуарный голод, отсутствие питательной среды настоящего драматического репертуара. Это и позволит артисту в одном из интервью заметить: «Играл много. Что — не помню!», Несмотря на то, что в репертуар театра включается «Гамлет», и актёр назначается на роль принца Датского, в 1959 году, помня совет В. В. Сладкопевцева, 26-летний артист возвращается в Ленинград.
В 1959 году артист работает на Ленинградском телевидении, в том числе в качестве ведущего передач в прямом эфире. С 1960 года — артист ВГКО (позже «Ленконцерта», затем «Петербург-концерта»). Официальное место службы («Петербург-концерт», филармонический отдел) стало скорее местом формальной прописки. С тех пор артист всегда будет обособлен, как остров в океане, беспартиен, чужд какой-либо советской пропаганде и самостоятелен в выборе репертуара, всегда отказываясь от «патриотически-социалистических» произведений, навязанных идеологами от культуры.
Феофанов никогда не делал заказных, идеологических работ. На вопрос журналиста «Для меня это своего рода нравственный подвиг — как можно было в то время отстоять свою позицию в искусстве, тем более в таком заидеологизированном, как художественное слово?» отвечал:

— А я не знаю. Я и не отстаивал. Мне не предлагали, потому что знали, что я этого делать не буду. Я буду читать только настоящую литературу, а не эти фигли-мигли. Надо делать что-то большое. Меня заставить не могли… Если что — так ведь я и на рубль в день проживу… 
.
Единственный раз, когда требование включить в репертуар «что-нибудь про Ленина» невозможно будет избежать, но и здесь Феофанов останется верным себе, выбрав для исполнения рассказ пера К. Г. Паустовского «Старик в потертой шинели».
 «Единственно, я читал рассказ о В. И. Ленине. Это рассказ Паустовского „Старик в потертой шинели“. Я обожаю Паустовского. Его сейчас не любят. Великолепный писатель. Настоящий, тонкий, духовный. К какому-то летию со дня рождения Ленина на всех нажимали: надо обязательно сделать что-то о Ленине. И режиссёр Георгий Евсеич Хазан подошел ко мне: „Леша, есть чудный рассказ про Ленина. Это нисколько не вызовет у тебя противодействия“. …очень трогательный рассказ, сентиментальный такой, а я люблю сентиментальные вещи. /…/ Тем более, что я тогда не знал, что Владимир Ильич мог прикладом бить зайчиков беззащитных на острове десятками — этого нам никто не сообщал никогда. И рассказ этот читал хорошо и много. Покормил меня Ленин очень здорово. По пять — по шесть концертов бывало в день». — признавался артист. 
.
Единственный раз, когда артист под нажимом руководителей филармонического отдела будет вынужден отказаться от выбранного им материала будет в случае с романом Анатолия Рыбакова «Тяжелый песок». Работу над только что опубликованным «Тяжелым песком» Феофанову тогда «не рекомендуют».
С 1960 года Феофанов шаг за шагом занят строительством своего театра — театра Прозы, расширив представления о доступных образных границах литературного моноспектакля и возможностях артиста-рассказчика. Он намеренно откажется от яркости визуального ряда, изгоняя с подмостков какие-либо внешние приспособления, достигнув вершин актёрского воздействия на зрителя в эмоциональной и действенной энергии и энергетике слова. За 50 лет служения сцене творчество артиста сформировало целое направление в искусстве Театра одного актёра, созданного до него такими мастерами, как В. Н. Яхонтов и А. Я. Закушняк.

## Путь в искусстве
Полноценная сольная карьера артиста началась с 1974 года, с премьеры «Мастера и Маргариты». С 1966 по 1973 гг. артист выступает в Ленинграде и гастролирует по стране в совместных концертах с Эдуардом Хилем, у каждого из которых в общем концерте было отделение. Человеческая дружба с Хилем останется у Феофанова на всю жизнь. Но с 1974 года артист начинает исключительно сольные выступления. В 70-80-е годы им созданы «Вечера рассказа Алексея Феофанова» («Антон Чехов», «Николай Лесков», «Александр Грин», «Василий Шишков», «Дорога через Ильинский омут» К. Паустовского, «Сказки» М. Е. Салтыкова-Щедрина, Вечера по рассказам Куприна, Бунина, Аверченко).
В 1970—1980-е годы искусство Феофанова носило не только художественный, но и просветительский характер. Именно он первым вывел на сценические подмостки «Мастер и Маргариту» М. Булгакова, «Доктора Живаго» Б. Пастернака (1991), «Жизнь Арсеньева» И. Бунина.

«Феофанов — смелый человек. — писал в 1988 году Е. С. Калмановский. — Он читает ещё, например „Жизнь Арсеньева“ И. Бунина, книгу более чем трудную для того, кто хочет от искусства лёгких встреч, непременного веселья. И снова побеждает сотворением совсем другой, иначе текущей, но не менее живой действительности…».
Литературный вечер (а именно таким жанром будут обозначаться выступления Феофанова, потому что советский театр не располагал иной жанровой терминологией) по Михаилу Булгакову включил тогда «Сеанс черной магии» и три рассказа «Из записок юного врача». Ошеломительный успех спектакля по Булгакову (на вечера артиста в Киеве для сдерживания зрителей подключили конную милицию) объяснялся не только именем запрещенного ещё недавно писателя, но и полной идентификацией булгаковского слова и исполнительской манеры, облика (так похожего и на Воланда, и на Понтия Пилата) артиста, сумевшего донести стилистику, проблематику, художественную энергию «Мастера и Маргариты».
В репертуар артиста за 50 лет вошли только лучшие образцы русской литературы. Он никогда не станет включать в свой репертуар произведения советских и современных писателей. Из творивших после Октябрьской революции в репертуар Феофанова войдут только Паустовский и Зощенко, позже Пастернак. Основными авторами артиста навсегда останутся А. П. Чехов и М. А. Булгаков, к творчеству которых он будет обращаться всю свою жизнь. А его идеалом в театре и артистическом искусстве останется Московский Художественный театр, которому он и посвятит свою работу по М. Булгакову «Театральный роман» (1982).

«В тот вечер, о котором веду речь, Феофанов взял сначала два рассказа из „Записок юного врача“ М. Булгакова: „Полотенце с петухом“ и „Тьма египетская“.
Заговорил неожиданно размеренно, неспешно, как бы раздвигая рамки историй. Они действительно раздвинулись. То, что читатель часто принимает за талантливо поведанные эпизоды из биографии автора, получило эпическое дыхание.
Феофанов — скорее не чтец в точном смысле слова, а рассказчик. Рассказы Булгакова звучат слитно, цельно, не распадаясь на события и лица, роли. Есть и напряженнейшие события, и незабываемые лица. Но главным выходит густота, симфоничность жизни. Трудной, поразительной, смешной и выше, значительнее всех наших понятий о ней».

— отзывался об Алексее Феофанове Евгений Калмановский в своей статье в «Советской культуре».
Художественная и просветительская сила искусства Феофанова, исключившая в своем репертуаре проникновение на сцену литературного суррогата, позволяет сегодня говорить о подвижническом влиянии сценических работ артиста не только на развитие русского литературного театра и эстрады, но и на вкус целых поколений зрителей 70-90-х гг. по всему Советскому Союзу, затем Российской Федерации. Гастрольные маршруты сольных концертов включают в себя всю географию бывшего СССР: от Москвы, Киева, Одессы, Нижнего Новгорода, Баку до Алма-Аты, Грозного, стран Прибалтики, Дальнего Востока, Молдавии и Грузии. Исполнительская манера Феофанова всегда отличалась неизменным уважением к своим зрителям, где бы не происходили его концерты — на лучших площадках страны (от Одесского оперного театра, зала Чайковского, Ленинградской филармонии) до сталеварного цеха, дома отдыха «Белые ночи» под Ленинградом или горной шахты.
С 1971 года сложился творческий тандем А. Г. Феофанова с петербургским пианистом И. И. Лившицем. Интерес артиста к слиянию прозы и музыки (артист никогда не занимался публичным исполнением поэзии) проявился уже в 60-х гг. XX века при создании спектаклей-концертов «Иоганн Штраус» (1962), «Николо Паганини» (1965), где принимали участие такие музыканты как Ю. Х. Темирканов, Е. Б. Флакс и Ф. Р. Оганян. Вместе с Иосифом Лившицем Феофанов создал акварельные по тону спектакли «Дорога через Ильинский омут» (1972), «Темные аллеи» (1991), «Экклезиаст. Книга царя Соломона» (1995).
В 1997 и 1998 гг. вместе с певицей Валерией Стенькиной и пианистом Иосифом Лившицем Феофанов создает спектакли «История любви. Тургенев и Виардо» и «Где стол был яств» по рассказам Ю. Нагибина о взаимоотношениях композиторов Верди, Вагнера, Скрябина и Рахманинова.
Начало работы Алексея Феофанова на Ленинградском телевидении в 60-х гг. XX века совпало с расцветом ЛенТВ. Его участие в телеспектаклях Александра Белинского, Ивана Россомахина, Литературном театре Давида Карасика (создавшего на телевидении жанр литературного спектакля), Льва Цуцульковского позволило Феофанову создать впоследствии ряд телевизионных работ по рассказам Паустовского (1975), «Мастеру и Маргарите» Булгакова (1978), Чехову (1976), Лескову (1983).
Вершины исполнительского искусства А. Г. Феофанова в 2000 гг. уже XXI века — «Лето господне» И. С. Шмелева и «Архирей» А. П. Чехова (ставший последней работой артиста).
В 1990 году А. Г. Феофанову присвоено почетное звание «Заслуженный артист РСФСР».
Умер 13 декабря 2008 года. Похоронен на Большеохтенском (Георгиевском) кладбище в Санкт-Петербурге.

## Семья
- Жена — Феофанова Людмила Григорьевна (ур. Вестергольм), искусствовед (р. 1.12.1943);
- Дочь — Феофанова, Ольга Алексеевна (от брака с актрисой, режиссёром и педагогом Ариадной Кузнецовой, р. 17.8.1959), артистка театра и кино, актриса Санкт-Петербургского Молодёжного театра на Фонтанке;
- Дочь — Феофанова Елена Алексеевна (ур. Вестергольм) (р. 17.5.1965), театральный критик, журналист;
- Брат — Вальтер, Виталий Григорьевич (1926—2004), заслуженный деятель науки РСФСР, хирург, основатель школы астраханских хирургов в области резекции желудка.
- Брат — Вальтер, Эдуард Григорьевич (1928—1974), инженер-архитектор
- Племянница — Вальтер, Виктория Эдуардовна, заслуженный врач Российской Федерации (2000).

## Творчество

### Сцена

#### Чебоксарский русский драматический театр
- Олег — «В поисках радости» В. Розова
- Сенечка Перчаткин — «Чужой ребенок» В. Шкваркина
- Федор — «Барабанщица» А. Салынского
- Женька Ксидиас — «Интервенция» Л. Славина
- Сергей Теряев — «Любовь Ани Берёзко» В. И. Пистоленко
- Витенька — «Одна ночь» Б. Горбатова
- Рыжиков — «Мы вернём его»
- Коля Краснушкин — «Одна»
- Гриша Елин — «Когда цветет акация» Н. Винникова
- Шут — «Иван Грозный» А. К. Толстого
- Гамлет — «Гамлет» У. Шекспира (премьерный спектакль с участием артиста не состоялся в 1959 году, в связи с возвращением артиста в Ленинград)

#### Театр Прозы
- «Дорога через Ильинский омут» К. Г. Паустовского, с участием з. а. России Иосифа Лившица
- «Мастер и Маргарита», «Из записок юного врача» М. А. Булгакова, 1974 г.
- «Доктор Живаго» Б. Л. Пастернака
- «Вечера рассказа»: «Александр Грин», «Николай Лесков», «Аркадий Аверченко», «Михаил Зощенко», «Вячеслав Шишков»
- «Сказки» М. Е. Салтыкова-Щедрина
- «Произведение искусства». Спектакль по рассказам А. П. Чехова
- «Театральный роман» М. А. Булгакова
- «Тургенев и Виардо» Бориса Зайцева с участием з. а. России Иосифа Лившица и з. а. России Валерии Стенкиной
- «Где стол бы яств…» Юрия Нагибина с участием з. а. России Иосифа Лившица и з. а. России Валерией Стенкиной
- «Екклезиаст»
- «Жизнь Арсеньева» Ивана Бунина
- «Тёмные аллеи» Ивана Бунина
- «Лето господне» Ивана Шмелёва
- «Архирей» А. П. Чехова
- «Старосветские помещики» Н. В. Гоголя, (июль 2008 г., премьера не состоялась)

### Телевидение

#### Телевизионные спектакли
- «Ночь перед Рождеством» Н. В. Гоголя. Режиссёр-постановщик Александр Белинский
- «Мастер и Маргарита» М. А. Булгакова. Режиссёр-постановщик Лев Цуцульковский
- «Произведение искусства» А. П. Чехова. Режиссёр-постановщик Лев Цуцульковский
- «Старик в потёртой шинели» К. Паустовского. Режиссёр-постановщик Лев Цуцульковский

### Статьи
- Благородное сердце О русском художнике и человеке Юрии Петровиче Михальченко.

## Избранная библиография
Евгений Калмановский. Встреча с чтецом. «Советская культура». 3 июля 1988 года. Москва
А. Г. Феофанов. Чебоксары. Театр. В книге А. И. Мордвиновой «Евгений Бургулов. Жизнь и творчество». Чувашский государственный институт гуманитарных наук. 2009, с.52-53, ISBN 978-5-87677-128-5
Алексей Феофанов: «Служу русской литературе». Рампа, 1990, № 14, с.9-11
Алексей Феофанов. «Это несомненно свыше дано» («Литература для меня всё…»). Литературная гостиная Анны Яковлевой. 2008—2013.

## Интересные факты
- В одном уфимском дворе на бывшей Большой Казанской улице (ул. Октябрьской революции, 10) с Алешей Феофановым жил мальчик Лева. Именно Алеша в далёкой послевоенной Уфе первый учил будущего фотокорреспондента «Огонька», известного фотографа Льва Шерстенникова азам фотографии.
- Однокурсником А. Г. Феофанова по Ленинградскому театральному институту был артист театра и кино [www.kino-teatr.ru/kino/acter/sov/3156/bio/ Игорь Вячеславович Озеров], исполнитель роли князя Мышкина в БДТ им. М. Горького (постановка Г. А. Товстоногова, вторая редакция), Ленского в «Евгении Онегине» и Желткова в «Гранатовом браслете» в кино. Дружба их продолжалась всю жизнь.
- «Великому Мастеру, высокому человеку» — такая эпитафия высечена на памятнике артисту.